# Marc André Souchay (Kaufmann, 1796)
Marc André Souchay (* 24. Juli 1796 in Lübeck; † 11. Januar 1868 ebenda) war ein deutscher Kaufmann und Musikliebhaber.

## Leben

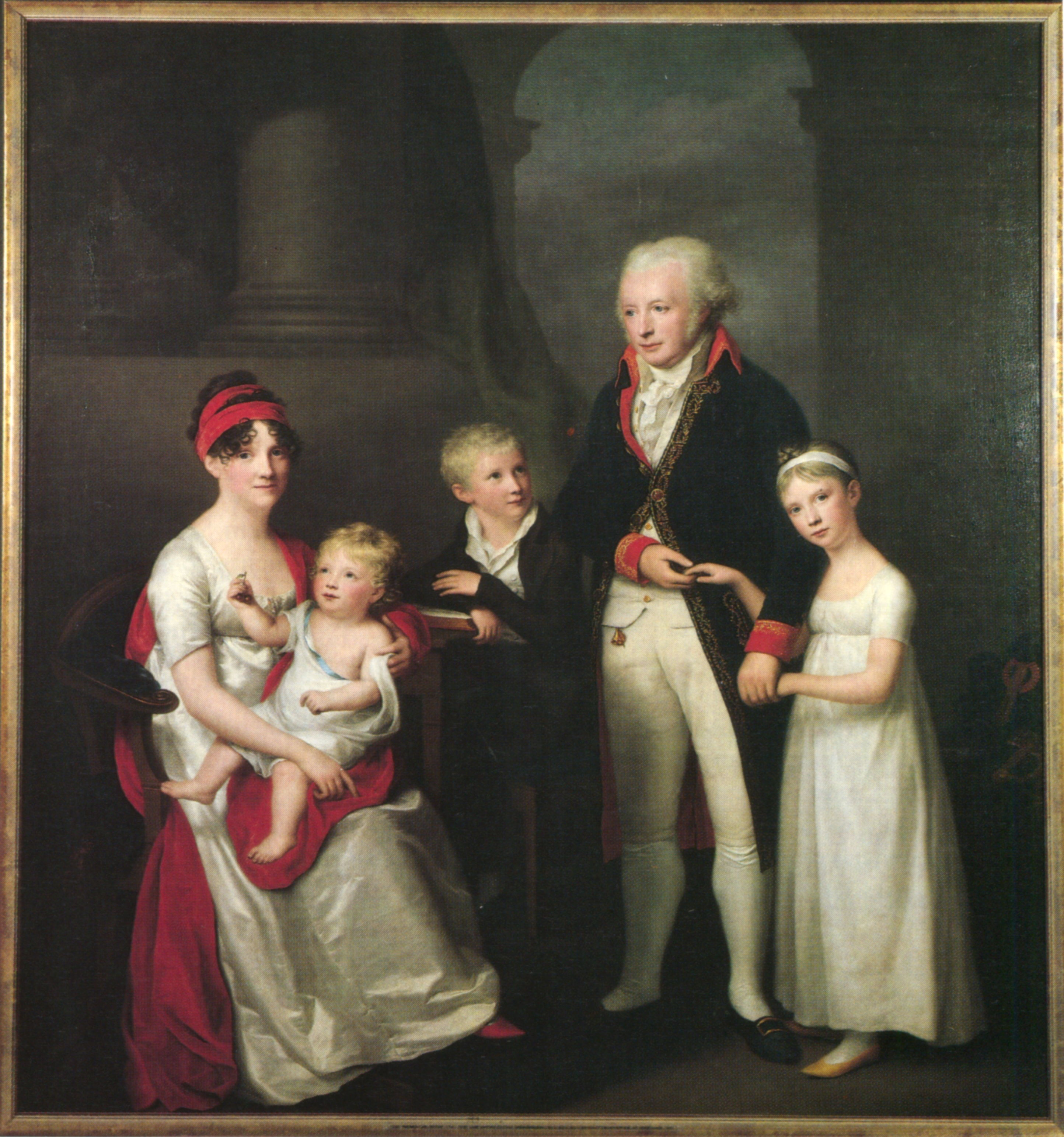
Friedrich Carl Gröger: Marc André Souchay (Senior) und Familie (um 1805); Marc André Souchay ist der Junge links neben seinem Vater

Marc André Souchay stammte aus der wohlhabenden hugenottischen Familie Souchay, die Anfang des 18. Jahrhunderts aus Frankreich nach Hanau und weiter nach Lübeck gekommen war. Er war das dritte Kind und der erste überlebende Sohn des gleichnamigen Kaufmanns Marc André Souchay und dessen Frau Cornelie, geb. Hugues (1768–1838). Seine Mutter erwarb als Witwe 1823 das Gut Krempelsdorf als Sommersitz.
Von 1812 bis 1816 machte er eine kaufmännische Lehre im Handelshaus Alexander Gontard in Frankfurt am Main. Zur weiteren Ausbildung ging er 1817 erst nach Sankt Petersburg, danach bis 1820 nach Liverpool. Ende 1820 machte er sich mit eigenem Geschäft in Lubeck selbständig. Anfang 1821 erwarb er das Lübecker Bürgerrecht. Ab 1830 war er einer der Vorsteher des St.-Annen-Klosters.
Er erbte Krempelsdorf von seiner Mutter. Dazu erwarb er 1847 von seinem Onkel Esaye Souchay (1782–1861) das Gut Wintershagen (heute Ortsteil von Sierksdorf) sowie 1859 das Gut Margarethenhof am Wardersee (heute Ortsteil von Rohlstorf). Er war in erster Ehe verheiratet mit seiner Cousine Elisabeth Louise Betty, geb. Ganslandt (1806–1842), einer Tochter von Röttger Ganslandt. Das Paar hatte fünf Kinder, darunter Marc André Souchay (1824–1880), Wilhelm Souchay (1827–1918), der das Gut Wintershagen erbte, und Theodor Souchay (1833–1903). In zweiter Ehe heiratete er 1844 in Celle Louise, geb. Oppermann (* 1810), die jedoch schon 1846 starb.
Marc André Souchay war Musikliebhaber und trat als Konzertsänger „mit einer herrlichen und umfangreichen Baßstimme“ bei den von seinem Schwiegervater Ganslandt veranstalteten Liebhaberkonzerten auf. Alle seine Kinder erhielten eine musikalische Erziehung; allerdings sperrte er sich gegen eine professionelle Ausbildung.

## Werke
- 5 Lieder | für eine Singstimme mit Begleitung des Pianoforte | componirt und seinem Freunde | Henrick Glogau | gewidmet von | M: A: Souchay. (1830), Manuskript, Kiel, Schleswig-Holsteinische Landesbibliothek (D-KIl), Cm 3:1[3]